# Emperador de Jade

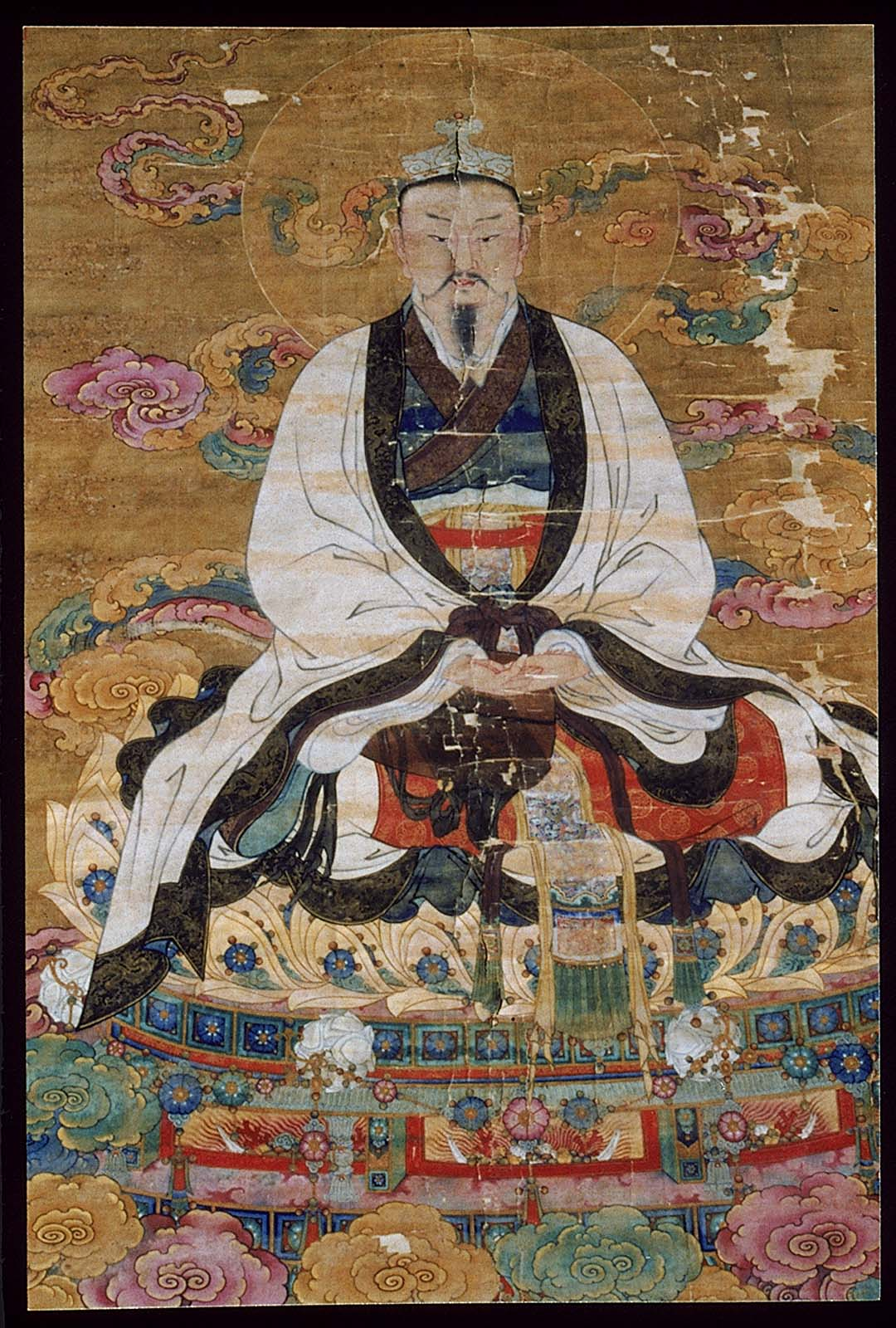
Emperador de Jade. Retrato del ubicado en el Museo de Bellas Artes de Boston

El Emperador de Jade es una deidad de la mitología china y uno de los más importantes dioses del panteón taoísta. También es conocido por otros nombres más ceremoniosos que se podrían traducir como Emperador Augusto de Jade (玉皇上帝, Yù Huáng Shàngdì) o Gran Emperador Augusto de Jade (玉皇大帝, Yù Huáng Dàdì). Los niños le llaman Abuelo Celestial (天公, Tiān Gōng).
El Emperador de Jade es una deidad celestial que gobierna sobre el cielo y la tierra del mismo modo que los emperadores terrenales gobernaron un día sobre China. Él y su corte son parte de la burocracia celestial que, a imitación de la de la antigua China, gobierna sobre todos los aspectos de la vida humana. Desde el siglo IX fue también el patrón de la familia imperial. 
En la tradición china, es usualmente comparado con Sakra de la tradición Budista.
Un cráter de Rea, una luna del planeta Saturno descubierta por la sonda espacial Voyager 2, fue bautizado con el nombre del Emperador de Jade.
El Emperador de Jade es conocido por muchos nombres, incluyendo Yu, Abuelo Celestial (en chino: 天公, romanizado: Tiāngōng, que originalmente significaba "Duque Celestial"),[cita requerida] que utilizan los plebeyos; el Señor de Jade; el Emperador Supremo; o Gran Emperador de Jade (玉皇上帝, Yu Huang Shangdi o 玉皇大帝, Yu Huang Dadi).

## El Emperador de Jade en la mitología china
Hay muchas historias en la mitología china relacionadas con el Emperador de Jade:

### El origen del Emperador de Jade
Se decía que el Emperador de Jade era originariamente el príncipe heredero del Reino de la Dicha Pura y de las Majestuosas Luces y Ornamentos Celestiales, nacido mediante la acción de las deidades primordiales conocidas como los Los Tres Puros. 
Se dice que al nacer, emitió una luz asombrosa que iluminó todo el reino, y de joven fue amable, inteligente y sabio; consagrando toda su niñez a ayudar a los necesitados, y mostrando respeto y benevolencia tanto hacia los hombres como hacia las demás criaturas. 
Tras la muerte de su padre ascendió al trono, asegurándose de que todos en su reino encontraran la paz y la satisfacción. Después de esto, comunicó a sus ministros que deseaba dedicarse a cultivar el Tao en el Acantilado Brillante y Fragante. Después de 1750 intentos, cada uno de ellos con una duración de 120.976 años, logró la Inmortalidad Dorada. Después de otros cien millones de años de cultivo personal, se convirtió por fin en el Emperador de Jade (el proceso duró en total 211.708.000 años).

### El Emperador de Jade derrota al Rey Demonio
Hay un poco conocido mito que cuenta cómo el Emperador de Jade llegó a ser el rey de todas las deidades del cielo. Es uno de los pocos mitos en los que el Emperador de Jade realmente muestra su poder. En el principio de los tiempos, la tierra era un lugar duro y difícil en el que vivir. Los hombres tenían tremendas dificultades para subsistir; no solo tenían que luchar contra unas condiciones muy duras, sino que también tenían que vérselas con todo tipo de seres monstruosos. Además, en este tiempo, no había muchos dioses que les protegieran y una gran cantidad de poderosos y malvados demonios desafiaban a los seres inmortales del cielo. El Emperador de Jade era todavía un inmortal corriente que vagaba por la tierra ayudando a toda la gente que podía. Sin embargo, se sentía triste porque sus poderes eran limitados y solo podía mitigar en parte los sufrimientos de los hombres, por lo que decidió retirarse en una cueva para cultivar su Tao.
Pasó 3200 intentos, cada uno de los cuales duró aproximadamente tres millones de años. Desafortunadamente, el rey demonio, una entidad malvada y poderosa que habitaba en la tierra tuvo la ambición de conquistar a los inmortales y a los dioses del cielo y proclamar su soberanía sobre todo el universo, para lo cual también se retiró a meditar y así incrementar su poder. Pasó 3.000 intentos, cada uno de los cuales duró también tres millones de años. Tras el último intento, se sintió seguro de que nadie podría vencerle jamás. Volvió al mundo y reclutó un ejército de demonios con el propósito de atacar el cielo. Los inmortales, conscientes de la amenaza, se reunieron y se prepararon para la guerra. Los dioses fueron incapaces de detener al poderoso demonio y fueron vencidos. Los Tres Puros estaban a la cabeza de los seres celestiales en ese momento.
Afortunadamente, el Emperador de Jade terminó su cultivo mientras se desarrollaba la guerra y estaba dedicándose a cambiar la tierra para hacerla más habitable para los hombres y repeliendo a todo tipo de bestias monstruosas. De repente, vio un resplandor maléfico emitido desde el cielo y supo que algo no andaba bien. Ascendió y vio que se estaba librando una guerra, dándose cuenta de que el demonio era demasiado poderoso como para ser detenido por cualquiera de los dioses presentes. Subió y desafió al demonio, siguiéndose a continuación una batalla entre los dos. Las montañas y los ríos y los mares se agitaron. El Rey Demonio corta el cuerpo del emperador, ante esto, sus aliados quedan estupefactos, significando esto el triunfo de la maldad. Sin embargo, el Emperador de Jade debido a su cultivo, más profundo y sabio; no en cuanto a su poder, sino por su benevolencia pudo salir victorioso. Tras la total aniquilación del demonio, todos sus otros compañeros fueron dispersados por los dioses y los inmortales. Por su noble y benevolente hazaña, los dioses, los inmortales y los seres humanos proclamaron al Emperador de Jade como el supremo soberano de todo.

### El mito de la Creación
Según uno de los mitos sobre la Creación que existen en la mitología china, el Emperador de Jade creó a los seres humanos a partir del barro. Después los puso al sol para que se secaran, pero comenzó a llover y algunas de las figuras se deformaron. Esto explicaría el origen de las enfermedades y de las malformaciones físicas. Esta autoría también es atribuida a Nüwa que habría hecho los hombres con barro del río Amarillo. No obstante, el mito más popular sobre la creación es un mito posterior que sostiene que los seres humanos eran en un principio las pulgas que vivían sobre el cuerpo de Pangu.

### La princesa y el pastor
Según otra historia, popular en toda Asia y con numerosas versiones, el Emperador de Jade tenía una hija llamada Zhinu (织女, 織女, Zhīnǚ, literalmente "la muchacha tejedora"), a la que con frecuencia se representa tejiendo nubes de colores en el cielo. Según otras versiones, era una costurera que trabajaba para el Emperador. Todos los días bajaba a la tierra con la ayuda de una túnica mágica para bañarse. Un día, un modesto pastor llamado Niulang (牛郎, Niúláng, "el boyero", "el vaquero") vio cómo Zhinu se bañaba en el río y se enamoró de ella. Robó su túnica mágica, que ella había dejado junto a la orilla, e impidió así que volviera al cielo. Cuando Zhinu salió del agua, Niulang se la llevó a su casa.
Cuando el Emperador de Jade se enteró de lo sucedido enfureció, pero fue incapaz de hacer nada ya que para por entonces su hija se había enamorado del pastor y se habían casado. Sin embargo, al pasar el tiempo, Zhinu sintió nostalgia de su casa y quiso ir a visitar a su padre. Encontró la túnica mágica, que su marido había escondido en una caja, y volvió al cielo. Una vez que hubo regresado, el Emperador trazó un río en medio del firmamento (la Vía Láctea) para que Zhinu fuera incapaz de regresar con su marido. Pero sintió lástima de los jóvenes amantes y el séptimo día del séptimo mes del calendario lunar permite que se encuentren en un puente sobre el río.
La historia sería la explicación mitológica para un fenómeno que se puede observar en el firmamento. La estrella Vega (Zhinu), de la constelación de Lyra, está situada al este de la Vía Láctea y la estrella Altair, de la constelación del Águila, está al oeste. Sin embargo, durante el primer cuarto lunar (séptimo día) del séptimo mes lunar (en torno a agosto), las condiciones lumínicas hacen que la Vía Láctea aparezca más ténue, como si un puente uniera las dos estrellas. Este día se celebra en China, y en otros países asiáticos, una fiesta llamada Qi xi, similar al día de San Valentín en occidente. Si llueve, se dice que son las lágrimas de Zhinu que llora al reencontrarse con su esposo.

### El zodiaco chino
Hay varias historias que explican cómo fueron elegidos los doce animales del zodiaco chino. Según una de ellas, el Emperador de Jade, aún habiendo gobernado el cielo y la tierra con justicia y sabiduría durante muchos años, nunca había tenido la oportunidad de visitar la tierra. Sintiendo curiosidad por cómo serían las criaturas que la habitaban pidió a todos los animales que fueran al cielo a visitarle. El gato, el más hermoso de todos los animales, pidió a su amiga la rata que montase sobre su lomo el día que tenían que ir al cielo para así no quedarse dormido. La rata, sin embargo, sintiéndose preocupada por parecer fea comparada con el gato, decidió no hacerlo. El gato perdió su oportunidad de visitar al Emperador y fue sustituido por el cerdo. El Emperador quedó encantado con todos los animales y decidió dividir los años entre ellos. Cuando el gato supo lo que había ocurrido se enfureció con la rata y ésta es la razón por la cual los gatos y las ratas son enemigos.

### Los Cuatro Dragones
Una vez, una gran sequía se extendió por toda la tierra. Cuatro dragones del mar se dieron cuenta de la difícil situación de la gente y viajaron a suplicar al Emperador de Jade en el Palacio Celestial que trajera las lluvias a la gente. Él estaba muy ocupado gobernando los cielos, la tierra y el mar y, distraído, accedió a enviar las lluvias al día siguiente si regresaban al mar, pero poco después de que los dragones partieran, olvidó su promesa.
Al cabo de diez días, las lluvias seguían sin llegar y la gente empezó a morir de hambre. Los dragones no podían quedarse de brazos cruzados, así que decidieron utilizar sus cuerpos para capturar grandes masas de agua del mar, encargándose ellos mismos de traer la lluvia. El pueblo se mostró agradecido y dio las gracias al Emperador de Jade, que pronto descubrió lo que habían hecho los dragones y se enfadó porque habían intervenido sin su bendición.
El Emperador de Jade ordenó al Dios de la Montaña que atrapara a los cuatro dragones. Sin embargo, de cada montaña que atrapaba a un dragón surgía un nuevo río. Del Dragón Amarillo surgió el Río Amarillo, del Dragón Largo el Río Yangtsé, del Dragón Negro el Río Amur, y del Dragón Perla el Río de las Perlas. A partir de entonces, los ríos fluyeron de oeste a este y de norte a sur, y los dragones se aseguraron de que los habitantes de China nunca más se quedaran sin agua.

### El predecesor y el sucesor del Emperador de Jade
El Emperador de Jade era en un principio el ayudante del Venerable Celeste del Comienzo Original (元始天尊, Yuanshi Tianzun), el comienzo de todas las cosas, el creador ilimitado y eterno del cielo y de la tierra, y fue designado su sucesor. El Maestro Celestial del Amanecer de Jade de la Puerta Dorada (玉晨天师, 玉晨天師, Yùchén Tiānshī) sería a su vez nombrado sucesor del Emperador de Jade. En los brazos del trono de éste se pueden ver representados los caracteres que representan a ambos, su predecesor y su sucesor.

## Culto y festividades

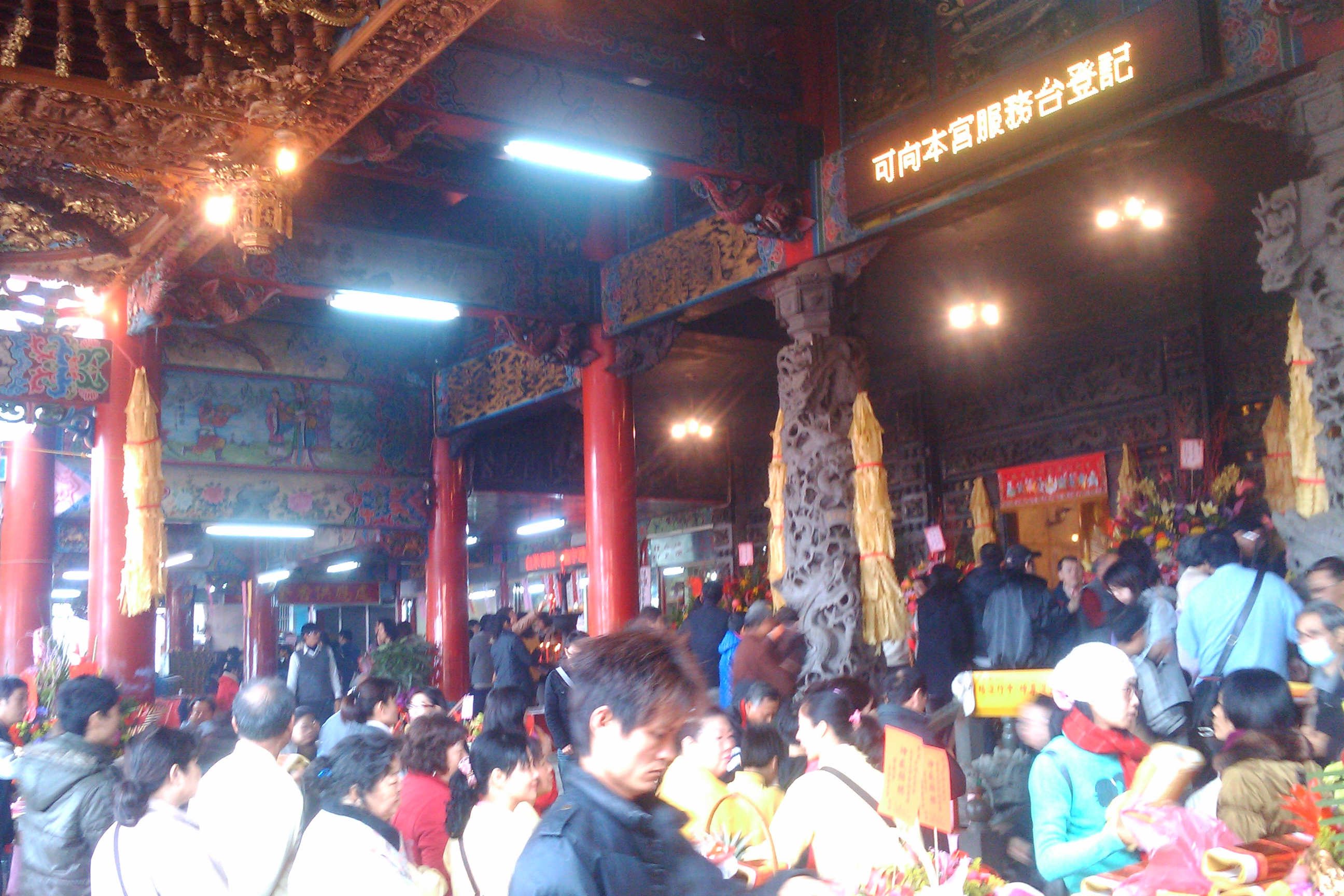
El Culto Celestial en el Templo de Yuzun en Sanxing, Yilan (Taiwán), durante el cumpleaños del Emperador.

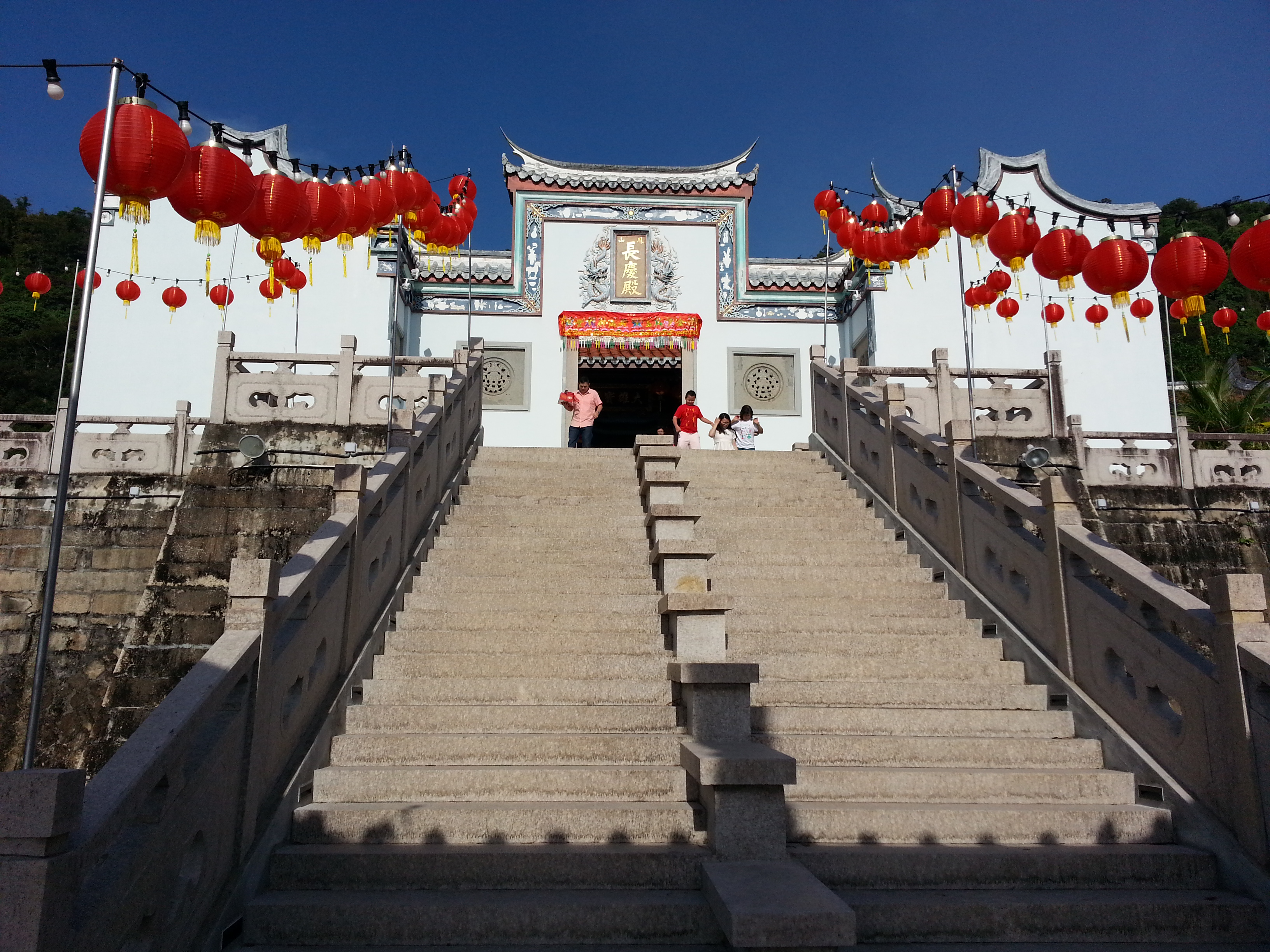
El templo de Thni Kong Tnua en Air Itam, Penang (Malasia), fue construido específicamente en honor del Emperador de Jade.

Elementos del dios Shangdi y de su culto se incorporaron a la teología sobre el Emperador de Jade y a menudo se pensó que ambos eran el mismo ser.
Se dice que el cumpleaños del Emperador de Jade es el noveno día del primer mes lunar. Ese día los templos taoístas celebran un ritual en su honor llamado Culto Celestial (拜天公, bài tiān gōng) durante el cual los sacerdotes y los legos se postran, queman incienso y hacen ofrendas de comida.
La víspera del Año Nuevo Chino es también un día de culto durante el cual se dice que el Emperador examina los actos de los hombres y les recompensa o castiga en consonancia. Ese día se quema incienso en las casas y se hacen ofrendas al Emperador y también a Zao Jun, el dios del hogar que informa al Emperador sobre cada familia.
En la mañana de este cumpleaños, chinos, taiwaneses así como Hokkien y Peranakan, chinos de Malasia y chinos de Singapur, que practican el budismo, el taoísmo y otras religiones tradicionales chinas montan una mesa de altar con 3 capas: uno superior (que contiene ofrendas de seis verduras (六齋), fideos, frutas, pasteles, tangyuan, cuencos de verduras y betel sin madurar, todo ello decorado con farolillos de papel) y dos niveles inferiores (que contienen los cinco sacrificios y los vinos) para honrar a las deidades por debajo del Emperador de Jade. La familia se arrodilla tres veces y hace kowtow nueve veces para rendirle homenaje y desearle una larga vida.
En Penang, Malasia, un punto central de las celebraciones del cumpleaños del Emperador de Jade es Thni Kong Tnua, que adquirió fama mundial como uno de los lugares destacados de The Amazing Race 16. El templo, construido en 1869, se encuentra a los pies de Penang Hill en el suburbio Air Itam, cerca de George Town, la capital de Penang. Además de Thni Kong Tnua, el embarcadero de Chew en el corazón de George Town es otro punto focal de las celebraciones del cumpleaños del Emperador de Jade; las festividades en este lugar en particular fueron capturadas para una película malaya de 2014 The Journey.

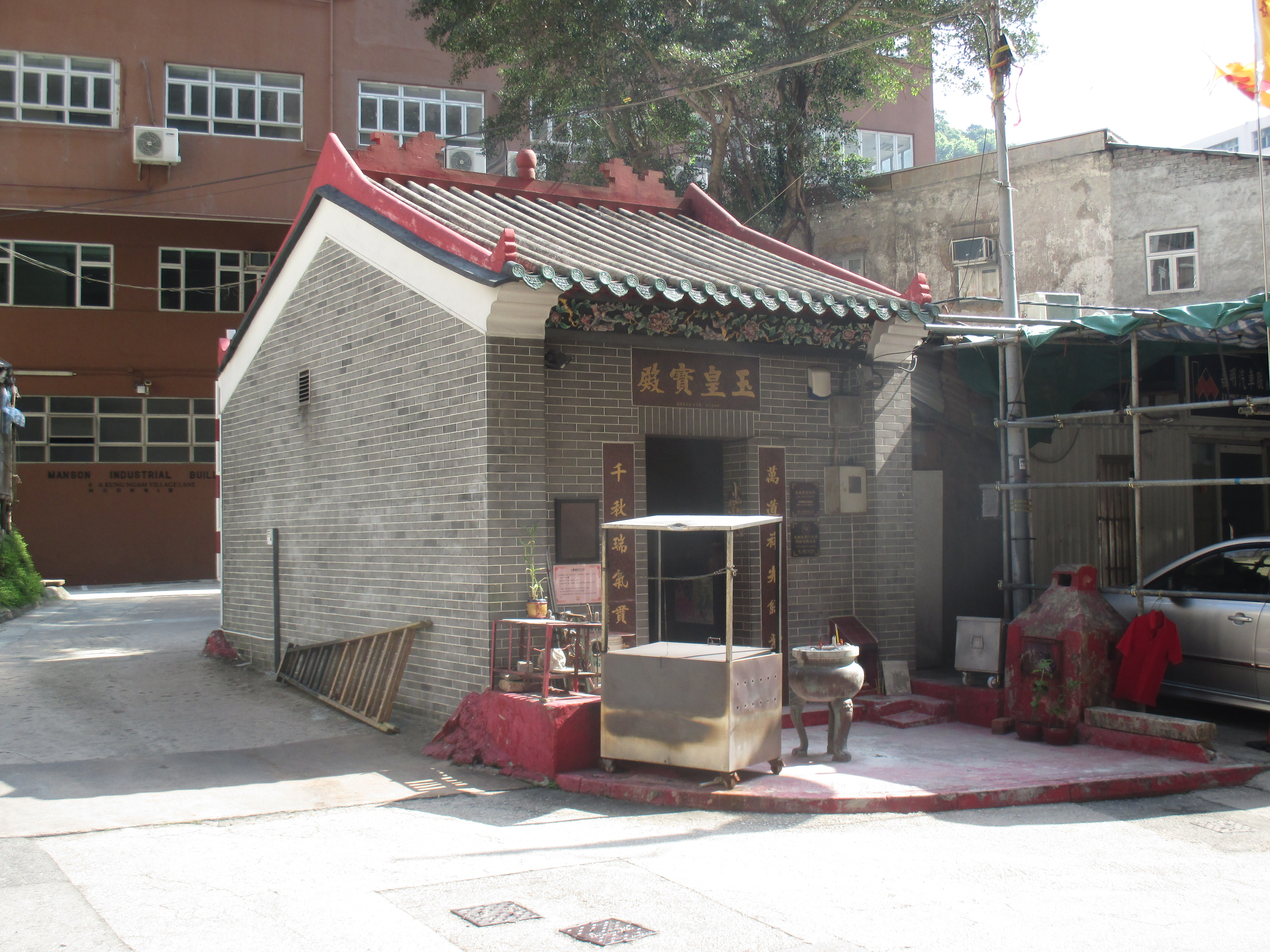
Yuk Wong Po Tin en A Kung Ngam, Hong Kong

Yuk Wong Kung Tin (romanización cantonesa) (玉皇宮殿) también conocido como Yuk Wong Po Tin (玉皇寶殿) es un templo en A Kung Ngam, Hong Kong, dedicado al Emperador de Jade. A mediados del siglo XIX, los habitantes de Huizhou y Chaozhou extrajeron piedras de la colina para el desarrollo de la zona urbana central. Instalaron un santuario para rendir culto a Yuk Wong. A principios del siglo XX, el santuario se convirtió en un pequeño templo y fue renovado muchas veces. La última renovación tuvo lugar en 1992.
Los primeros misioneros católicos en China escribieron a menudo sobre el Emperador de Jade. Observaron que "las historias de Jesús y del Soberano de Jade son, en ciertos aspectos, bastante similares. En ambos casos se afirma que un dios se encarnó en un ser humano". Por otra parte, denunciaron el culto al Emperador de Jade como "supersticioso", y compararon desfavorablemente las "leyendas" sobre el Emperador de Jade con lo que, según ellos, era un sólido registro histórico que documentaba la existencia y la vida de Jesús.
En 2005, aproximadamente el 2% de los practicantes de la religión tradicional china creían en el Emperador de Jade.